# Мыльные пузыри (картина Шардена)
«Мыльные пузыри» — картина французского художника Жана-Батиста Шардена, написанная предположительно в 1733-34 годах. Художник создал по крайней мере три копии произведения; старейшая из них находится в собрании Метрополитен-музея в Нью-Йорке, остальные две — в собраниях Национальной галереи искусств в Вашингтоне и Музея искусств округа Лос-Анджелес.
Хотя он и обучался академическому искусству, Шарден часто уклонялся от академизма в своих работах. Примечательно, что на ранних этапах своей творческой деятельности он сопротивлялся рисованию человеческих фигур с натурщиков, вместо этого он предпочитал изображать их по памяти или концептуально. Его первой работой, для которой ему позировал натурщик, и стала картина «Мыльные пузыри». Шарден выставил свою работу на Парижском салоне 1739 года, хотя неизвестно, какую из созданных копий мыльных пузырей он представил там. Предполагается, что Шарден выбрал мыльные пузыри в качестве сюжета после того, как они стали сюжетом в ряде работ эпохи золотого века голландской живописи, где они служили символом быстротечности жизни.